# Три «Аве Мария»

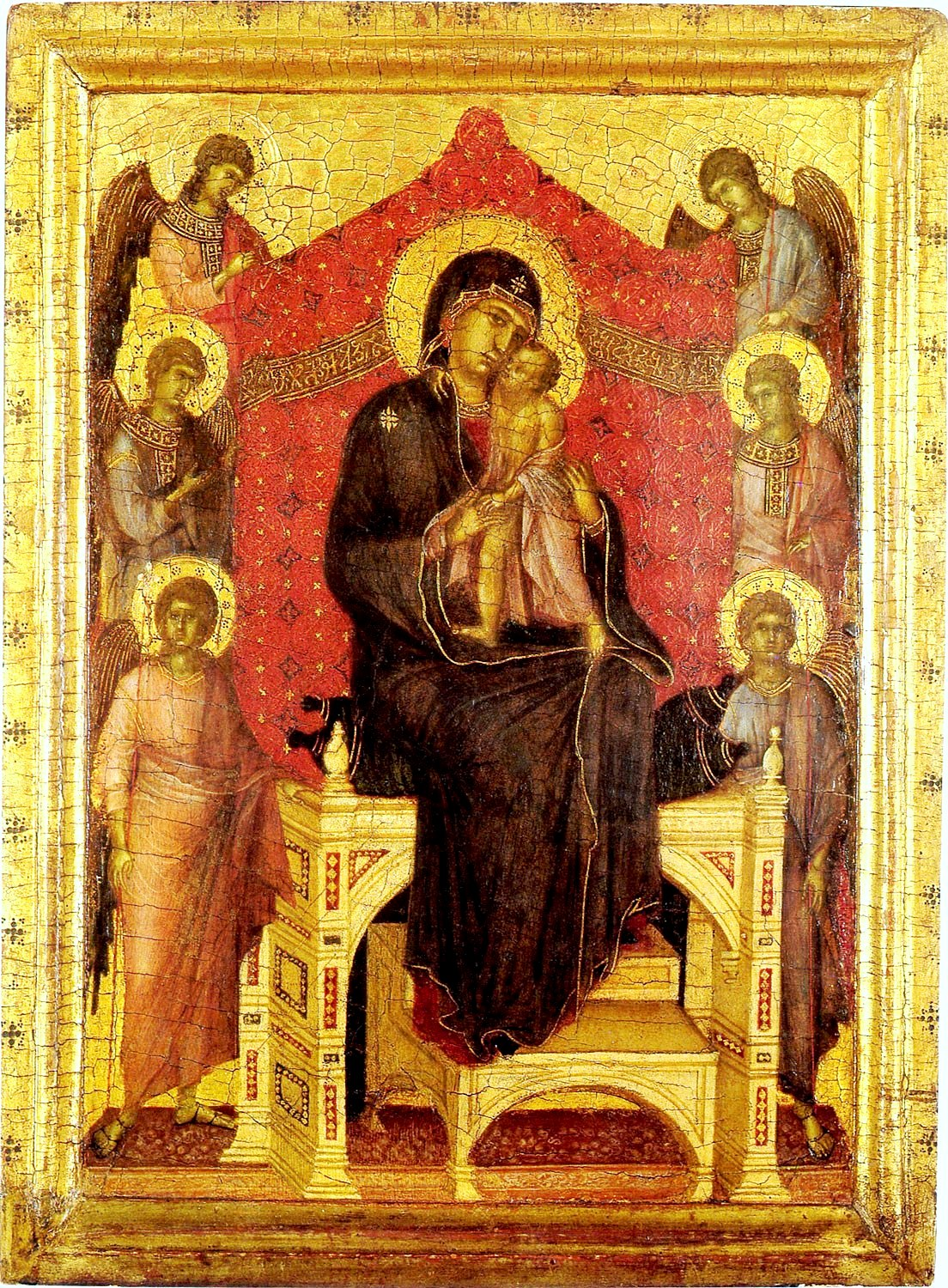
Мадонна с младенцем и ангелами, Дуччо, 1282

Три «Аве Мария» — традиционная католическая молитвенная практика, заключающаяся в прочтении трёх «Аве Мария» утром и вечером. Читать трижды молитву «Аве Мария» первыми начали францисканцы, развившие впоследствии эту практику в молитву Angelus. Одним из первых рекомендовал читать трижды молитву «Аве Мария» Антоний Падуанский. Молитва прославляет три привилегии Девы Марии (Силу, Мудрость и Милосердие).